# Tripulação

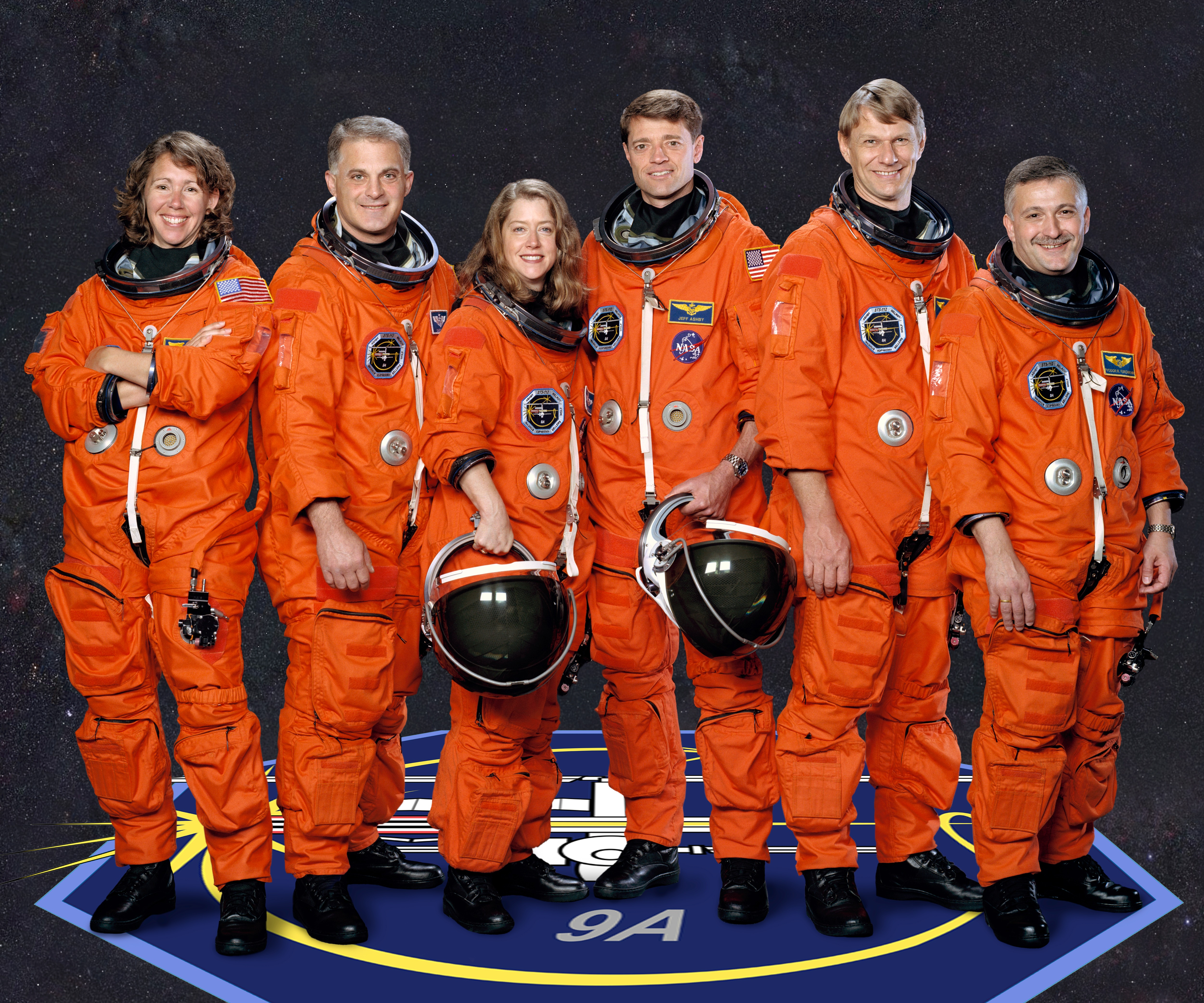
Tripulação de uma nave espacial.

Tripulação ou equipagem é a equipe que realiza a manutenção das atividades primordiais ao bom funcionamento de meios de transporte, sejam estes aéreos, aquáticos ou terrestres.
Geralmente uma tripulação é organizada de forma hierárquica, tendo como chefe um capitão ou comandante.

## Náutica
O termo equipagem, sem ser exclusivo pois também se fala da tripulação, é mais frequentemente empregue em náutica e principalmente no iatismo onde o homem do leme faz parte da equipagem.

## Outros
No exército, a equipagem refere-se ao conjunto de pessoal de engenharia militar, assim como aos aprestos que acompanham um exército em marcha ou em campanha.